# خلنگ ژاپنی
خلنگ ژاپنی (نام علمی: Pieris japonica) نام یک گونه از تیره خلنگیان است.